# Jacob Acontius
Jacob Acontius (em italiano:  Jacopo (ou Giacomo) Aconcio; Ossana ou Trento, 7 de setembro de 1492 — Londres, 1567) foi um jurisconsulto, teólogo, filósofo e engenheiro italiano. É conhecido por sua contribuição para a história da tolerância religiosa.

## Biografia
Tradicionalmente considera-se que Acontius nasceu em Trento, embora seja provável que tenha nascido em Ossana.
Foi um dos italianos, assim como Pedro Mártir e Bernardino Ochino, que repudiaram a doutrina papal e, finalmente, encontraram refúgio na Inglaterra. Como eles, sua revolta contra o catolicismo assumiu uma forma mais extrema de luteranismo, e depois de uma residência temporária na Suíça e em Estrasburgo (entre 1557 e 1558), chegou à Inglaterra logo após a acessão ao trono da Rainha Elizabeth em 1559. Estudou Direito e Teologia, mas a sua profissão era a de engenheiro, e com essa qualificação, encontrou emprego no governo inglês.
Em sua chegada a Londres, juntou-se à Igreja Reformada Neerlandesa em Austin Friars Street, mas foi "infectado com opiniões anabatistas e arianistas" e foi excluído do sacramento por Edmund Grindal, bispo de Londres. Foi-lhe concedida a naturalização em 8 de outubro de 1561. Esteve por algum tempo ocupado com a drenagem de pântanos em Plumstead, objeto de vários atos do Parlamento naquela época. Em 1564, foi enviado para trabalhar nas fortificações de Berwick.

## Obras
Antes de chegar à Inglaterra, publicou um tratado sobre os métodos de investigação, De Methodo, hoc est, de recte investigandarum tradendarumque Scientiarum ratione (Basileia, 1558, 8vo); e seu espírito crítico deixou-o de fora de todas as sociedades religiosas reconhecidas do seu tempo. Sua heterodoxia é revelada em seu Stratagematum Satanae libri octo, por vezes abreviado como Stratagemata Satanae, publicado em 1565 e traduzido para várias línguas. Os Estratagemas de Satanás são as crenças dogmáticas da igreja cristã. Aconcio tentou encontrar o denominador comum de vários credos; esta era a doutrina essencial, o restante era irrelevante. Para chegar a essa base comum, teve de reduzir o dogma a um nível baixo, e seu resultado foi, em geral repudiado.
Aconcio encontrou mais tarde outro patrono em Robert Dudley, conde de Leicester. Morreu por volta de 1566.

## Publicações
- Stratagematum Satanae libri octo (1565)
- De methodo sive recta investigandarum tradendariumque artium ac scientarum ratione libellus, em uma coleção De studiis bene instituendis (1658)
- Somma brevissima della dottrina cristiana
- Una esortazione al timor di Dio
- Delle osservazioni et avvertimenti che haver si debbono nel legger delle historie
- Versão inglesa, Darkness Discovered (Satans Stratagems), Londres, 1651 (facsimile ed.,1978 Scholars' Facsimiles & Reprints, ISBN 9780820113135).